# ثامر الغضبان
ثامر عباس غضبان الغضبان (1945-) سياسي عراقي كان وزيراً للنفط في حكومة عادل عبد المهدي. عمل في وزارة النفط منذ عام 1973 واعتقل في عام 1992 في عهد صدام حسين. شغل منصب وزير النفط في حكومة إياد علاوي. كان عضواً في لجنة كتابة الدستور العراقي، والجمعية الوطنية الانتقالية، وكان عضو اللجنة الاقتصادية في الجمعية الوطنية الانتقالية، ورئيس هيئة المستشارين في مجلس الوزراء، ومرشح لمنصب الأمين العام لمنظمة أوبك من قبل الحكومة العراقية في عام 2012. وكان مستشاراً لنائب رئيس الجمهورية لشؤون الطاقة ومستشارًا لوزير النفط.

## سيرته الذاتية
عمل في وزارة النفط منذ عام 1973، اعتقل عام 1992 من قبل حكومة صدام حسين لأنه انتقد هذا القطاع وأزيح من منصبه بعد إطلاق سراحه بعد ذلك بثلاثة أشهر. ثم تمكن من الصعود مجددًا إلى أن تولى رئاسة جهاز التخطيط في وزارة النفط قبل الاحتلال الأمريكي للعراق عام 2003 . عينته سلطة الائتلاف المؤقتة مديراً مؤقتاً لشؤون وزارة النفط.
شغل منصب وزير النفط في حكومة إياد علاوي.
حاصل على شهادة البكالوريوس في الجيولوجيا من الكلية الجامعة في لندن وعلى شهادة الماجستير في هندسة خزانات النفط من الكلية الملكية بجامعة لندن.
كان عضواً في لجنة كتابة الدستور العراقي. وعضو في الجمعية الوطنية الانتقالية وكان عضواً في اللجنة الاقتصادية في الجمعية الوطنية الانتقالية.
كان يترأس مؤسسة التسويق النفطي في عهد الرئيس العراقي السابق صدام حسين، وكان رئيس هيئة المستشارين في مجلس الوزراء منذ عام 2006-2015.
في 28 يناير 2014، تم تشكيل لجنة ترأسها هو لوضع مسودة مشروع لتحديد حصة المحافظات المنتجة وغير المنتجة للنفط، بما يحقق التوزيع العادل للثروة.
رشحته الحكومة العراقية لمنصب الأمين العام لمنظمة أوبك في عام 2012.
شغل منصب وزير النفط في 25 أكتوبر 2018 في حكومة عادل عبد المهدي.
وقد شغل مستشار رئيس الوزراء لشؤون الطاقة من 2015 إلى 2018، ومستشار نائب رئيس الجمهورية لشؤون الطاقة 2006-2007، ومستشار وزير النفط 2003-2006 والرئيس التنفيذي لوزراء النفط 2004، ومدير عام دائرة الدراسات والتخطيط والمتابعة 2001-2004. وقد حصل على العديد من الجوائز الوطنية والعالمية في مجال اختصاصه، والشهادات التقديرية وكُتب الشكر، ومؤلفات وبحوث في مجال الاختصاص، وعدد من براءات الاختراع.